# Rugby Europe International Championships 2016/2017

Schemat rozgrywek

Rugby Europe International Championships 2016/2017 – pierwsza edycja zreformowanych rozgrywek organizowanych przez Rugby Europe, które zastąpiły Puchar Narodów Europy.

## Nowy format rozgrywek
Podczas kongresu Rugby Europe w lipcu 2015 roku przyjęto nowy format rozgrywek, który zakładał m.in. uproszczenie rozgrywek, zmniejszenie liczby ich szczebli oraz umożliwienie szybszych awansów i spadków pomiędzy poszczególnymi poziomami. Siedmioszczeblowy Puchar Narodów Europy został zastąpiony pięcioszczeblowymi mistrzostwami. Najwyższy poziom, noszący nazwę Rugby Europe Championship („Mistrzostwa Rugby Europe”) zajął miejsce dotychczasowej Dywizji 1A. Po zakończeniu rozgrywek najlepsza spośród sześciu drużyn zespół otrzymuje tytuł Mistrza Rugby Europe, zaś najsłabszy trafia do jednomeczowego barażu o utrzymanie, który rozgrywany jest na jego terenie.
Drugi poziom rozgrywek (dawna Dywizja 1B) stanowi Rugby Europe Trophy („Trofeum Rugby Europe”), które także liczy sześć drużyn. Zwycięzca rywalizuje o awans z najsłabszą ekipą RE Championship, z kolei najsłabszy spada na niższy poziom.
Kolejny etap stanowi Rugby Europe Conference („Konferencja Rugby Europe”) – na tym poziomie rywalizuje 20 zespołów podzielonych na dwie dywizje (1 i 2), a wewnątrz nich na dwie grupy, północną i południową. Podział na grupy odbywa się każdorazowo przed startem rozgrywek z uwzględnieniem czynników geograficznych. Zwycięzcy każdej z grup Dywizji 1 RE Conference rozgrywają mecz barażowy o awans, którego gospodarzem jest zespół lepszy w łącznej tabeli. Najsłabszy zespół każdej z grup spada do odpowiedniej grupy w Dywizji 2, zaś ich miejsce w dywizji 1 zastępuje najlepszy zespół właściwej grupy z Dywizji 2.
Najsłabszy zespół w łącznej tabeli Dywizji 2 RE Conference spada na piąty, najniższy poziom rozgrywek, jakim jest Rugby Europe Development League („Liga Rozwojowa Rugby Europe”). Początkowo zakładano, że na tym poziomie występować będzie pięć zespołów, jednak do rozgrywek zgłoszono tylko trzy drużyny. Najlepsza spośród nich awansuje do RE Conference.
Na wszystkich etapach rozgrywek spotkania rozgrywane są jednorundowym systemem kołowym. W sumie reprezentacje w jednym sezonie rozgrywają – w zależności od szczebla – trzy cztery lub pięć spotkań, spośród których dwa lub trzy u siebie, pozostałe zaś na wyjeździe. Na wszystkich poziomach kwestie zwycięstwa w rozgrywkach, awansów i spadków rozstrzygane są dorocznie.

## Rugby Europe Championship
|    | Drużyna   | Mecze | Wygrane | Remisy | Przegrane | Bilans punktów | Różnica | Punkty dodatkowe | Punkty |
| -- | --------- | ----- | ------- | ------ | --------- | -------------- | ------- | ---------------- | ------ |
| 1. | Rumunia   | 5     | 4       | 0      | 1         | 122:78         | +44     | 3                | 19     |
| 2. | Gruzja    | 5     | 4       | 0      | 1         | 136:44         | +92     | 3                | 19     |
| 3. | Hiszpania | 5     | 3       | 0      | 2         | 91:54          | +37     | 1                | 13     |
| 4. | Rosja     | 5     | 2       | 0      | 3         | 107:117        | −10     | 1                | 9      |
| 5. | Niemcy    | 5     | 2       | 0      | 3         | 121:201        | −80     | 0                | 8      |
| 6. | Belgia    | 5     | 0       | 0      | 5         | 70:153         | −83     | 2                | 2      |

|           | Belgia | Gruzja | Hiszpania | Niemcy | Rosja | Rumunia |
| --------- | ------ | ------ | --------- | ------ | ----- | ------- |
| Belgia    |        | 6:31   |           |        | 18:25 | 17:33   |
| Gruzja    |        |        |           | 50:6   | 28:14 |         |
| Hiszpania | 30:0   | 10:20  |           |        | 16:6  |         |
| Niemcy    | 34:29  |        | 15:32     |        |       | 41:38   |
| Rosja     |        |        |           | 52:25  |       | 10:30   |
| Rumunia   |        | 8:7    | 13:3      |        |       |         |

## Rugby Europe Trophy
|    | Drużyna    | Mecze | Wygrane | Remisy | Przegrane | Bilans punktów | Różnica | Punkty dodatkowe | Punkty |
| -- | ---------- | ----- | ------- | ------ | --------- | -------------- | ------- | ---------------- | ------ |
| 1. | Portugalia | 5     | 5       | 0      | 0         | 179:37         | +142    | 5                | 25     |
| 2. | Holandia   | 5     | 3       | 0      | 2         | 159:94         | +65     | 3                | 15     |
| 3. | Szwajcaria | 5     | 3       | 0      | 2         | 140:122        | +18     | 1                | 13     |
| 4. | Polska     | 5     | 3       | 0      | 2         | 73:73          | 0       | 0                | 12     |
| 5. | Mołdawia   | 5     | 1       | 0      | 4         | 100:162        | −62     | 2                | 6      |
| 6. | Ukraina    | 5     | 0       | 0      | 5         | 52:215         | −63     | 0                | 0      |

|            | Holandia | Mołdawia | Polska | Portugalia | Szwajcaria | Ukraina |
| ---------- | -------- | -------- | ------ | ---------- | ---------- | ------- |
| Holandia   |          | 44:17    |        | 10:26      | 38:25      |         |
| Mołdawia   |          |          | 3:15   |            |            | 54:15   |
| Polska     | 14:13    |          |        |            | 12:22      | 22:0    |
| Portugalia |          | 59:0     | 35:10  |            |            |         |
| Szwajcaria |          | 29:26    |        | 10:28      |            | 54:18   |
| Ukraina    | 12:54    |          |        | 7:31       |            |         |

### Baraż o miejsce w RE Championship
| 20 maja 201715:50 CEST (UTC+2) | Belgia | 29:18 | Portugalia | Bruksela Sędzia: Frank Murphy |
| 20 maja 201715:50 CEST (UTC+2) |        | 29:18 |            | Bruksela Sędzia: Frank Murphy |

## Rugby Europe Conference

### Dywizja 1
Grupa północna
|    | Drużyna    | Mecze | Wygrane | Remisy | Przegrane | Bilans punktów | Różnica | Punkty dodatkowe | Punkty |
| -- | ---------- | ----- | ------- | ------ | --------- | -------------- | ------- | ---------------- | ------ |
| 1. | Czechy     | 4     | 4       | 0      | 0         | 158:26         | +132    | 3                | 19     |
| 2. | Litwa      | 4     | 3       | 0      | 1         | 93:47          | +46     | 2                | 14     |
| 3. | Łotwa      | 4     | 2       | 0      | 2         | 56:98          | −42     | 1                | 9      |
| 4. | Szwecja    | 4     | 1       | 0      | 3         | 56:124         | −68     | 2                | 6      |
| 5. | Luksemburg | 4     | 0       | 0      | 4         | 39:107         | −68     | 1                | 1      |

|            | Czechy | Litwa | Luksemburg | Łotwa | Szwecja |
| ---------- | ------ | ----- | ---------- | ----- | ------- |
| Czechy     |        | 15:6  |            | 54:3  |         |
| Litwa      |        |       | 24:12      | 11:6  |         |
| Luksemburg | 3:33   |       |            |       | 0:19    |
| Łotwa      |        |       | 31:24      |       | 16:9    |
| Szwecja    | 14:56  | 14:52 |            |       |         |

Grupa południowa
|    | Drużyna   | Mecze | Wygrane | Remisy | Przegrane | Bilans punktów | Różnica | Punkty dodatkowe | Punkty |
| -- | --------- | ----- | ------- | ------ | --------- | -------------- | ------- | ---------------- | ------ |
| 1. | Malta     | 4     | 3       | 1      | 0         | 147:49         | +98     | 3                | 17     |
| 2. | Izrael    | 4     | 3       | 0      | 1         | 135:100        | +35     | 2                | 14     |
| 3. | Chorwacja | 4     | 2       | 1      | 1         | 106:79         | +27     | 2                | 12     |
| 4. | Andora    | 4     | 1       | 0      | 4         | 62:181         | −119    | 0                | 4      |
| 5. | Cypr      | 4     | 0       | 0      | 2         | 72:113         | −41     | 0                | 2      |

|           | Andora | Chorwacja | Cypr  | Izrael | Malta |
| --------- | ------ | --------- | ----- | ------ | ----- |
| Andora    |        |           | 15:14 |        | 15:63 |
| Chorwacja | 47:15  |           |       |        | 14:14 |
| Cypr      |        | 27:29     |       | 28:38  |       |
| Izrael    | 57:17  | 23:16     |       |        |       |
| Malta     |        |           | 31:3  | 39:17  |       |

### Baraż o miejsce w RE Trophy
| 20 maja 201713:50 CEST (UTC+2) | Czechy | 48:14 | Malta | Praga Sędzia: Thomas Charabas |
| 20 maja 201713:50 CEST (UTC+2) |        | 48:14 |       | Praga Sędzia: Thomas Charabas |

### Dywizja 2
Grupa północna
|    | Drużyna   | Mecze | Wygrane | Remisy | Przegrane | Bilans punktów | Różnica | Punkty dodatkowe | Punkty |
| -- | --------- | ----- | ------- | ------ | --------- | -------------- | ------- | ---------------- | ------ |
| 1. | Węgry     | 4     | 4       | 0      | 0         | 157:30         | +127    | 3                | 19     |
| 2. | Dania     | 4     | 3       | 0      | 1         | 161:42         | +119    | 3                | 15     |
| 3. | Norwegia  | 4     | 2       | 0      | 2         | 98:109         | −11     | 1                | 9      |
| 4. | Finlandia | 4     | 1       | 0      | 3         | 92:144         | −52     | 1                | 5      |
| 5. | Estonia   | 4     | 0       | 0      | 4         | 39:222         | −183    | 0                | 0      |

|           | Dania | Estonia | Finlandia | Norwegia | Węgry |
| --------- | ----- | ------- | --------- | -------- | ----- |
| Dania     |       |         | 53:5      | 20:0     |       |
| Estonia   | 12:75 |         |           |          | 5:53  |
| Finlandia |       | 51:6    |           |          | 5:37  |
| Norwegia  |       | 43:16   | 48:31     |          |       |
| Węgry     | 25:13 |         |           | 42:7     |       |

Grupa południowa
|    | Drużyna              | Mecze | Wygrane | Remisy | Przegrane | Bilans punktów | Różnica | Punkty dodatkowe | Punkty |
| -- | -------------------- | ----- | ------- | ------ | --------- | -------------- | ------- | ---------------- | ------ |
| 1. | Bośnia i Hercegowina | 4     | 3       | 0      | 1         | 90:54          | +36     | 1                | 13     |
| 2. | Austria              | 4     | 3       | 0      | 1         | 79:51          | +28     | 0                | 12     |
| 3. | Słowenia             | 4     | 2       | 0      | 2         | 114:48         | +66     | 2                | 10     |
| 4. | Serbia               | 4     | 2       | 0      | 2         | 77:107         | −30     | 1                | 9      |
| 5. | Turcja               | 4     | 0       | 0      | 4         | 0:100          | −100    | 0                | 0      |

|                      | Austria    | Bośnia i Hercegowina | Serbia | Słowenia   | Turcja     |
| -------------------- | ---------- | -------------------- | ------ | ---------- | ---------- |
| Austria              |            | 29:22                |        | 13:0       |            |
| Bośnia i Hercegowina |            |                      | 21:10  |            | 25:0 (wo.) |
| Serbia               | 29:12      |                      |        |            | 25:0 (wo.) |
| Słowenia             |            | 15:22                | 74:13  |            |            |
| Turcja               | 0:25 (wo.) |                      |        | 0:25 (wo.) |            |

Tabela zbiorcza
|     | Drużyna              | Mecze | Wygrane | Remisy | Przegrane | Bilans punktów | Różnica | Punkty dodatkowe | Punkty |
| --- | -------------------- | ----- | ------- | ------ | --------- | -------------- | ------- | ---------------- | ------ |
| 1.  | Węgry                | 4     | 4       | 0      | 0         | 157:30         | +127    | 3                | 19     |
| 2.  | Dania                | 4     | 3       | 0      | 1         | 161:42         | +119    | 3                | 15     |
| 3.  | Bośnia i Hercegowina | 4     | 3       | 0      | 1         | 90:54          | +36     | 1                | 13     |
| 4.  | Austria              | 4     | 3       | 0      | 1         | 79:51          | +28     | 0                | 12     |
| 5.  | Słowenia             | 4     | 2       | 0      | 2         | 114:48         | +66     | 2                | 10     |
| 6.  | Norwegia             | 4     | 2       | 0      | 2         | 98:109         | −11     | 1                | 9      |
| 7.  | Serbia               | 4     | 2       | 0      | 2         | 77:107         | −30     | 1                | 9      |
| 8.  | Finlandia            | 4     | 1       | 0      | 3         | 92:144         | −52     | 1                | 5      |
| 9.  | Estonia              | 4     | 0       | 0      | 4         | 39:222         | −183    | 0                | 0      |
| 10. | Turcja               | 4     | 0       | 0      | 4         | 0:100          | −100    | 0                | 0      |

## Rugby Europe Development League
Źródło
|    | Drużyna    | Mecze | Wygrane | Remisy | Przegrane | Bilans punktów | Różnica | Punkty dodatkowe | Punkty |
| -- | ---------- | ----- | ------- | ------ | --------- | -------------- | ------- | ---------------- | ------ |
| 1. | Słowacja   | 2     | 1       | 0      | 1         | 52:42          | +10     | 1                | 5      |
| 2. | Czarnogóra | 2     | 1       | 0      | 1         | 62:51          | +11     | 1                | 5      |
| 3. | Bułgaria   | 2     | 1       | 0      | 1         | 41:62          | −21     | 0                | 4      |

|            | Bułgaria | Czarnogóra | Słowacja |
| ---------- | -------- | ---------- | -------- |
| Bułgaria   |          |            | 22:20    |
| Czarnogóra | 42:19    |            | 20:32    |
| Słowacja   |          |            |          |